# Druckguss (Zeitschrift)
Die Druckguss ist die erste und bisher einzige Fachzeitschrift im deutschsprachigen Raum, die sich mit Themen aus dem Gebiet der Druckgussindustrie beschäftigt. Seit 2011 erscheint diese dreimal im Jahr als Supplement in der Fachzeitschrift Giesserei-Praxis. Redaktionelle Schwerpunkte werden dabei vor allem auf Berichte aus der betrieblichen Praxis, aber auch auf praxisorientierte Forschungsbeiträge gelegt. Mit diesem Programm richtet sich die Druckguss vor allem an Führungskräfte der Druckgussindustrie im In- und Ausland.

## Geschichte

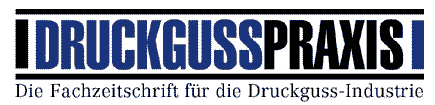
Früheres Logo

Die Druckguss wurde begleitend zur internationalen Fachmesse der Druckgießtechnik (EUROGUSS) erstmals im März 2002 herausgegeben. Unter ihrem Gründungstitel Druckguss-Praxis etablierte sich die Zeitschrift als Begleiter und Kommentator der Druckgussindustrie, was unter anderem aus den gesteigerten Ausgabenanzahlen ersichtlich wird: Wurde das Magazin anfangs noch viermal jährlich publiziert, so konnte dies schon zwei Jahre später auf sechs Ausgaben pro Jahr gesteigert werden, später sogar auf acht Hefte pro Jahr, mit jeweiligen Beiträgen zu einem bestimmten Schwerpunktthema. Seit 2011 erscheint Druckguss dreimal im Jahr als Supplement in der Fachzeitschrift GIESSEREI-PRAXIS.
Ihrer Intention, ein Forum für die praktisch angewandte Druckgießtechnik zu bieten, bleibt die Druckguss weiterhin treu, indem regelmäßig Messeausgaben zu den wichtigsten Fachmessen der Branche erscheinen.

## Inhalte
Allgemein werden in der Druckguss Artikel veröffentlicht, die sich mit der Praxis und der Wissenschaft im Bereich der Druckgussindustrie auseinandersetzen. Häufig wiederkehrende Themen sind neue Fertigungsverfahren, Geräte und Werkstoffe, welche zur Optimierung des Workflows in der betrieblichen Praxis eingesetzt werden, aber auch aktuelle Forschungsentwicklungen, deren Ergebnisse von besonderem Interesse für die Industrie sind. Einen weiteren Schwerpunkt stellt die Berichterstattung über spezielle Fachmessen dar, unter ihnen die Aluminium, der Internationale Deutsche Druckgusstag und die Euroguss. Die dort vorgestellten Messeneuheiten werden von der Druckguss in speziellen Messeausgaben kommentiert und bewertet.

## Verbreitung
Die Druckguss richtet sich vornehmlich an Leser in Führungspositionen der Druckgussindustrie. Hier sind es nach eigenen Angaben vor allem dem Management angehörige Fachkräfte, die sich in der Zeitschrift über Neuheiten und Investitionsmöglichkeiten informieren.
Aufgrund ihrer thematischen Spezialisierung und der damit einhergehenden Einzigartigkeit auf dem internationalen Markt hat sich die Druckguss auch im Ausland zu einem der führenden Magazine auf ihrem Gebiet entwickelt: Außer in Deutschland wird sie deshalb auch in Österreich und der Schweiz sowie in den osteuropäischen Staaten vertrieben. Mit Blick auf den europäischen Markt wird den Artikeln im Heft jeweils eine in englischer Sprache verfasste Zusammenfassung vorangestellt.

## Druckguss Artikel Online
Alle Beiträge der Fachzeitschrift sind nach online als PDF-Datei zum Download verfügbar.